# 宋晓波 (篮球运动员)
宋晓波（1958年9月8日—），北京人，中国女子篮球运动员、教练。她在场上司职前锋，曾担任中国国家女子篮球队队长，带领中国女篮收获第一枚世界锦标赛奖牌（1983）、第一枚奥运会奖牌（1984），也是中国男女篮历史上第一位入选世锦赛最佳阵容的球员。退役后担任中国女篮教练，后投身于青少年球员的培养。
作为20世纪70年代末、80年代初中国女篮的代表性人物，宋晓波三度当选全国十名最佳运动员（1979、1982、1983），入选新中国成立35年来40位杰出运动员、新中国成立50年篮球50杰，也是首批入选中国篮球名人堂的三位女子运动员之一。

## 篮球生涯
宋晓波出生于篮球世家。父亲宋权昌曾是全国公安军篮球队员，后为北京空军队教练。母亲杨玉华曾是西南军区篮球队员，后在北京什刹海体校工作。1971年，宋晓波进入什刹海体校，开始练习篮球。1974年进入北京一线队。随北京女篮先后获得1975年三运会冠军、1979年四运会冠军，1979年和1981年全国篮球甲级队联赛冠军。
1976年，宋晓波入选中国女篮国家队，当年随队战胜韩国女篮，首夺女籃亞锦赛金牌。1980年女篮亚锦赛决赛，中国女篮68比101惨败韩国女篮。随后杨伯镛接任中国女篮主教练，大面积重组球队，并由宋晓波担任队长，终于在1982年亚运会决赛中复仇韩国女篮。
1983年，中国女篮第一次参加世界女子篮球锦标赛就取得第三名。宋晓波场均得到17.6分，位列全队第一、赛事第四，入选赛事最佳阵容，是中国篮坛第一位享有这一殊荣的运动员。1984年洛杉矶奥运会，宋晓波代表中国代表团在奥运村升起五星红旗，随后以场均14分、全队第一、赛事第四的表现，带领首次参加奥运会的中国女篮夺得铜牌。同年亚锦赛再度不敌老对手韩国队后退役。

## 退役后
1985年，宋晓波正式担任中国女篮助理教练。几年后辞职，1988年初赴澳大利亚发展，曾在墨尔本猛虎负责青少年培训。1993年赴台湾，担任電信女籃教练兼球员。1996年，在北京成立“宋晓波篮球俱乐部”，专注于青少年篮球的普及和培训，后扩展至西安、安徽等地。2018年，担任新成立的中国篮球协会青少年委员会主任。

## 个人生活
1986年，宋晓波担任中国女篮助理教练期间，与主教练张大维产生恋情。但张大维当时已婚。1986年女篮世锦赛后，上级部门要求宋、张中必须有一人退出国家队，最后张大维离任。1988年初，宋晓波赴澳大利亚发展，与张大维一同生活。1998年，因张大维与宋晓波的一位前队友产生新恋情，宋晓波与张大维分手。